# Скрут (роман)
«Скрут» (оригінальна назва — рос. Скрут) — роман українських письменників Марини та Сергія Дяченків; опублікований  у видавництві «Азбука-Терра» 1997 року.

## Опис книги

### Україна
Для справжнього кохання немає перешкод. Та якщо на шляху закоханих постане смертельна загроза, а замість щастя на них чекатимуть важкі випробування, то це буде справжньою перевіркою почуттів… А може і підтвердженням того, що людська природа суперечлива і недосконала. Адже невипадково у старому лісі ховається від світу чудовисько — скрут. Кажуть, що він — втілення людської зради, яка перетворила колись безстрашного воїна на безжалісну потвору. Скрут вимагає помсти, а майбутні виконавці його волі вже самі прямують до небезпечного лігва.

### Росія
У доволі таки похмурому фентезійному світі зароджується доволі таки світле і романтичне кохання… І, можливо, вони б жили довго і щасливо і померли в один день — якби у хащах зловісного лісу не жив, очікуючи свого часу, могутній і безжалісний, із доволі таки дивними уявленнями про справедливість — Скрут.

## Видання[5]
- 1997 рік — видавництво «Азбука-Терра». (рос.)
- 2000 рік — видавництво «Олма-пресс». (рос.)
- 2003 рік — видавництво «Эксмо». (рос.)
- 2005 рік — видавництво «Эксмо». (рос.)
- 2006 рік — видавництво «Эксмо». (рос.)
- 2008 рік — видавництво «Эксмо». (рос.)
- 2009 рік — видавництво «Зелений пес». (укр.)
- 2010 рік — видавництво «Эксмо». (рос.)
- 2011 рік — видавництво «Эксмо». (рос.)

## Український переклад
Українською мовою був перекладений і опублікований 2009 року видавництвом «Зелений пес»..